# Letxkhúmia
La Letxkhúmia és una regió situada a l'est de Ratxa i al sud de Svanètia. Conjuntament amb Ratxa la regió es diu Takveri i històricament Ratxa-Letxkúmia.
El 1478 i fins al 1483 va formar part d'un principat independent creat per Alexandre II d'Imerècia.
Cap al 1750 s'esmenta a Katzo Chikovani, Príncep de Letxkhúmia, Sainadaridzo, Salipartiano i altres títols, que va emparentar (per la seva filla Thamar) amb els Gurieli de Gúria. El 1768 va passar a Mingrèlia. El 1857 fou annexionada a Rússia junt amb Mingrèlia.